# Kunigas
Kunigas (czasem w formie kuniggas) – określenie używane dawniej w języku polskim na oznaczenie księcia lub innego możnowładcy panującego w średniowiecznej Litwie i przedkrzyżackich Prusach. Kunigasami nazywano również przywódców grodów pruskich odpowiedzialnych za bezpieczeństwo i obronę ich mieszkańców (zwani byli oni też „królikami” lub z gockiego „rikjami”).

## Użycie współczesne
Określenie utrwalone zostało w tytule powieści historycznej Józefa Ignacego Kraszewskiego Kunigas z 1881 roku, a także w tekście powieści Stefana Żeromskiego Wiatr od morza z 1922 roku.
Dawniej wyraz ten w języku litewskim oznaczał pana, a współcześnie oznacza księdza (również używane w zdrobnieniu jako kunigelis); a w kaszubskim – władcę. 

## Etymologia
Słowo pochodzi z języka pragermańskiego, gdzie miało formę *kuningaz lub *kunungaz. Ma więc tę samą etymologię, co niemiecki wyraz König i angielski wyraz king (oba oznaczające króla). Ten sam wyraz zapożyczony został do języka fińskiego w postaci kuningas, również w znaczeniu króla. Również słowiańskie wyrazy ksiądz, książę i kniaź (prasłowiański *kъnęgъ) pochodzą z tego samego germańskiego źródłosłowu.